# Soyanembia
Soyanembia – wymarły rodzaj owadów z rzędu Protorthoptera i rodziny Sheimiidae, obejmujący tylko jeden znany gatunek: Soyanembia sharovi.
Rodzaj i gatunek opisane zostały w 2008 roku przez Daniła Aristowa i Aleksandra Rasnicyna. Opisu dokonano na podstawie dwóch skamieniałości, odnalezionych na prawym brzegu Sojany, na terenie rosyjskiego obwodu archangielskiego i pochodzącej z piętra kazanu w permie. Nazwa rodzajowa to połączenia nazwy wspomnianej rzeki i nazwy rodzajowej Embia, natomiast epitet gatunkowy nadano na cześć Aleksandra Szarowa. Autrozy umieścili ten rodzaj wśród Miomoptera, w rodzinie Permembiidae i podrodzinie Sheimiinae. Dimitrij Szczerbakow w 2015 roku wyniósł Sheimiinae do rangi osobnej rodziny i umieścił ją w rzędzie Protorthoptera.
Owad ten miał ciało długości 8 mm. Jego duża głowa była nieco węższa od przedplecza i zaopatrzona w nitkowate czułki. Przedplecze, śródplecze i zaplecze były tak szerokie jak długie, a to pierwsze zwężało się ku tyłowi. Odnóża były krótkie i cienkie. Przednie skrzydło długości 7,5–8 mm cechował prosty brzeg przedni i  pole kostalne szersze od subkostalnego. W jego użyłkowaniu zaznaczały się: sięgająca za środek skrzydła żyłka subkostalna, biorący początek w nasadowej ⅓ skrzydła sektor radialny, tylna żyłka medialna zlana z przednią kubitalną w jedną żyłkę o wierzchołku niekiedy zatartym wśród żyłek poprzecznych oraz tylna żyłka kubitalna równoległa do przedniej. Tylne skrzydło miało od 4,5 do 6 mm długości i zaokrąglony wierzchołek. Krótkie i cienkie przysadki odwłokowe osadzone były na odwłoku, którego wierzchołek sięgał prawie szczytu złożonych skrzydeł.